# Темусін
Темусін (кор. 대무신왕, 大武神王, Daemusin, Taemusin; 4—44) — корейський ван, третій правитель держави Когурьо періоду Трьох держав.

## Біографія
Був третім сином тхевана Юрімьона. 14 року в 11-річному віці його було проголошено спадкоємцем престолу, який він зайняв після смерті батька 18 року.
Темусін зміцнив центральну владу в Когурьо та підлеглих територіях. 22 року він захопив Тонбуйо та вбив тамтешнього правителя Тесо. 26 року Темусін завоював володіння Каема-кук і Куда-кук на берегах річки Ялуцзян.
28 року Темусіну довелось відбивати атаку китайців, після чого 32 року він відрядив свого 16-річного сина, принца Ходона, щоб той здійснив напад на командирство Наннан, тогочасні володіння Династії Хань на північному заході Кореї. Наннан було зруйновано 37 року, втім 44 року імператор Ґуан У відрядив армію Східної Хань, яка завдала поразки когурьосцям.